# 馬島 (泰安郡)
馬島（マド、ばとう、朝: 마도）は、大韓民国忠清南道泰安郡近興面新津島里にある島で、面積は0.25 km2。新津島と向き合っている島で、島の形状がまるで走る馬のように見えることから島名となった。安興八景の一つである馬島奇巌でも広く知られており、島の西海岸は泰安海岸国立公園の一部である。
山の頂上には菩提樹の木が群落を成しており、耕作地がほとんどなく、住民は大部分が漁業に従事している。沿岸からはキグチ・エビ類・タチウオ等が獲れる。青銅器時代の遺跡が出土されて学界の関心を集めている島でもある。海釣りで知られ、週末には多くの人が集まる。